# Bicyclus
Bicyclus är ett släkte av fjärilar. Bicyclus ingår i familjen praktfjärilar.

## Bildgalleri

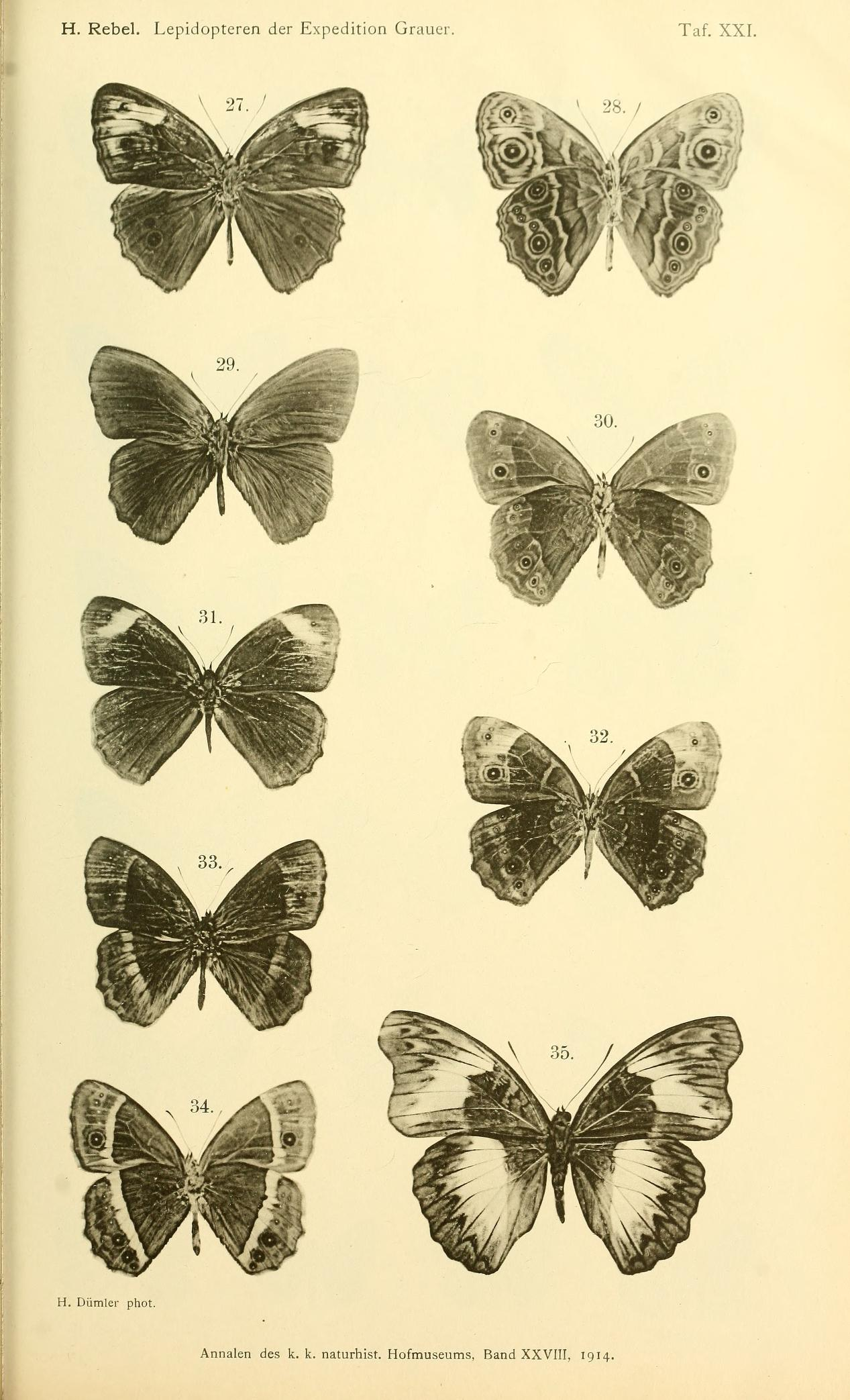
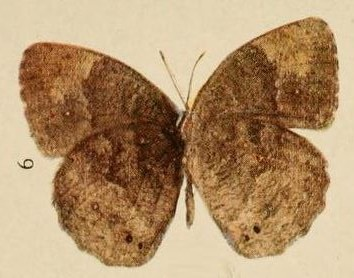
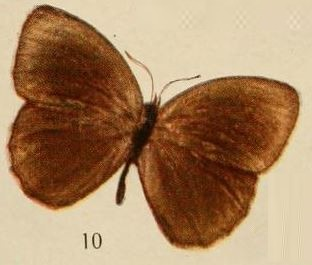
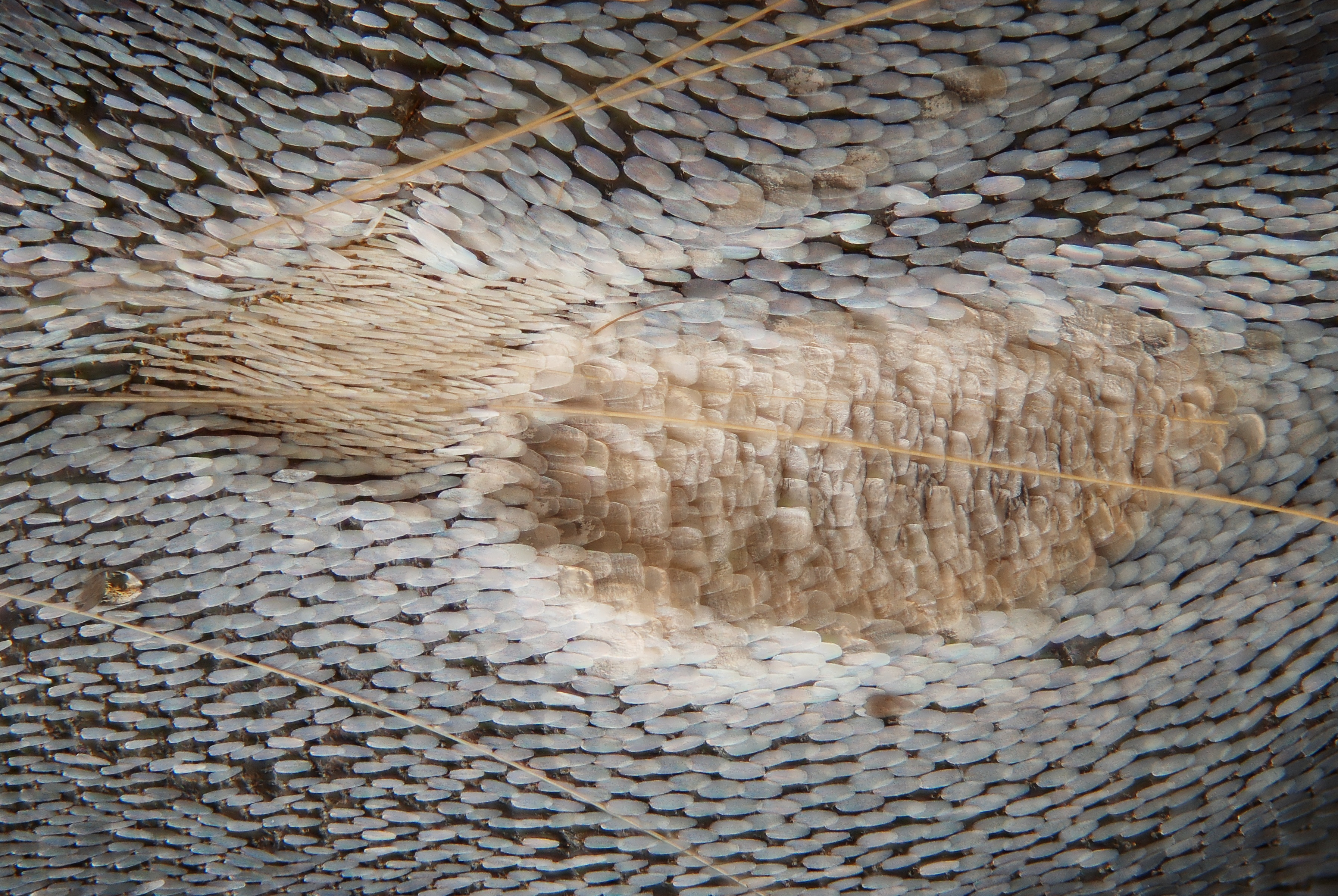
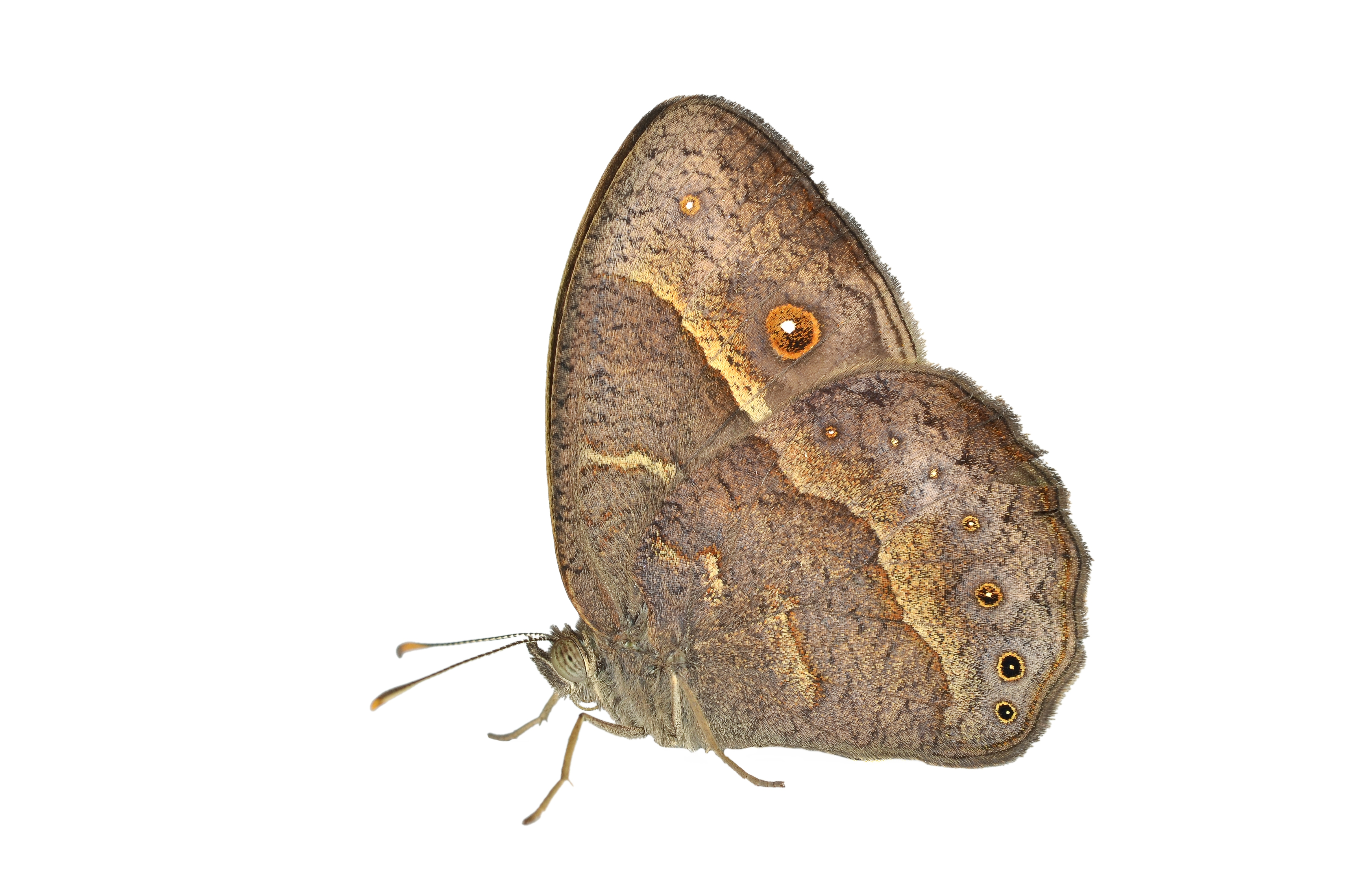
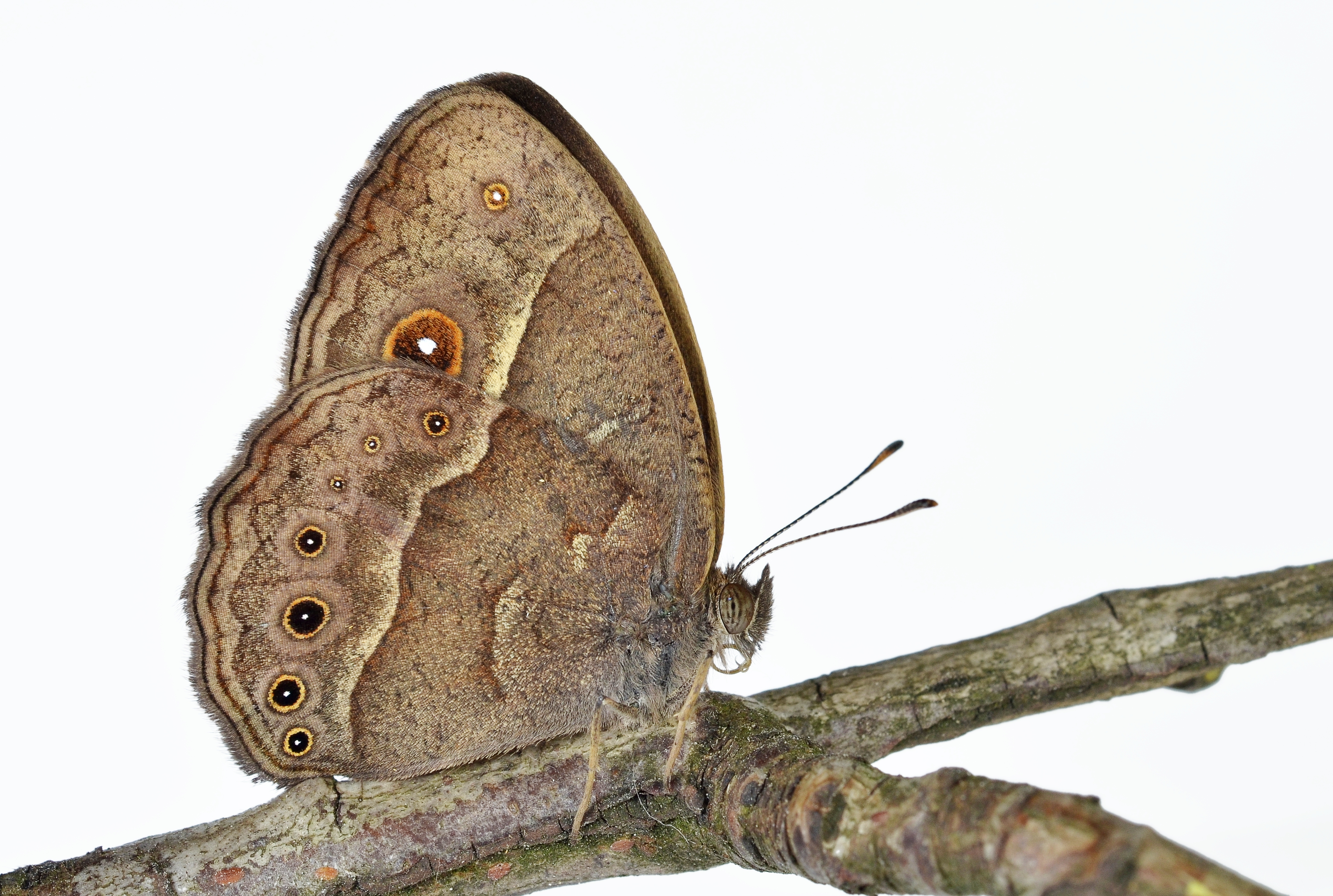

## Dottertaxa tillBicyclus, i alfabetisk ordning[1]
- Bicyclus abnormis
- Bicyclus acutus
- Bicyclus addenda
- Bicyclus alberici
- Bicyclus angulosa
- Bicyclus angustus
- Bicyclus ansorgei
- Bicyclus auricruda
- Bicyclus barnesi
- Bicyclus bergeri
- Bicyclus brunnea
- Bicyclus camerunia
- Bicyclus campina
- Bicyclus carcassoni
- Bicyclus carola
- Bicyclus condamini
- Bicyclus cottrelli
- Bicyclus cyaneus
- Bicyclus danckelmanni
- Bicyclus daresa
- Bicyclus deannulata
- Bicyclus decemoculi
- Bicyclus elionas
- Bicyclus ephorus
- Bicyclus eurini
- Bicyclus eurypterus
- Bicyclus evadne
- Bicyclus fulgida
- Bicyclus fulleborni
- Bicyclus gerda
- Bicyclus goetzi
- Bicyclus harti
- Bicyclus houyi
- Bicyclus howarthi
- Bicyclus iccius
- Bicyclus idjwiensis
- Bicyclus ignobilis
- Bicyclus istaris
- Bicyclus ituriensis
- Bicyclus jacksoni
- Bicyclus jefferyi
- Bicyclus madetes
- Bicyclus maesseni
- Bicyclus martius
- Bicyclus matuta
- Bicyclus melas
- Bicyclus mesogena
- Bicyclus miriam
- Bicyclus mohangensis
- Bicyclus mollitia
- Bicyclus moyses
- Bicyclus nachtetis
- Bicyclus nandina
- Bicyclus nuwa
- Bicyclus occidentalis
- Bicyclus ocelligera
- Bicyclus overlaeti
- Bicyclus parviocellata
- Bicyclus ploetzi
- Bicyclus pluvia
- Bicyclus poensis
- Bicyclus pujoli
- Bicyclus punctifera
- Bicyclus rhanidostroma
- Bicyclus rileyi
- Bicyclus sambulos
- Bicyclus sanaos
- Bicyclus saussurei
- Bicyclus schoutedeni
- Bicyclus selousi
- Bicyclus similis
- Bicyclus simulans
- Bicyclus smithi
- Bicyclus sophrosyne
- Bicyclus subapicalis
- Bicyclus suffusa
- Bicyclus sweadneri
- Bicyclus sylvicolus
- Bicyclus taenias
- Bicyclus transiens
- Bicyclus trilophus
- Bicyclus ugandae
- Bicyclus unicolor
- Bicyclus uniocellata
- Bicyclus usagarae
- Bicyclus vansoni
- Bicyclus viettei
- Bicyclus xeneas
- Bicyclus xeneoides